# Stadtwerke Kiel
Die Stadtwerke Kiel, abgekürzt SWK, versorgen die schleswig-holsteinische Landeshauptstadt Kiel und die umliegenden Gemeinden mit Strom, Gas, Wasser und Fernwärme. Darüber hinaus liefert der Energieversorger auch Strom und Erdgas an Privathaushalte und Unternehmen in ganz Norddeutschland. Gesellschafter sind die Landeshauptstadt Kiel (49 %) sowie die MVV Energie (51 %).

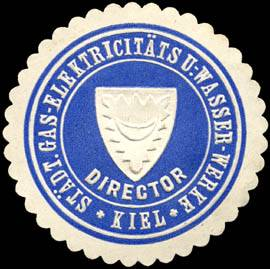
Siegelmarke – Director-Städtische Gas-Elektricitäts und Wasserwerke-Kiel

## Geschichte
Die Wurzeln der Stadtwerke Kiel reichen bis in das Jahr 1856. In diesem wurde am 11. November der Betrieb der ersten „Städtischen Gasanstalt“ auf dem Waschhof am Kleinen Kiel (heutiger Standort des Kieler Rathauses) an der Ecke Fleethörn eröffnet. Hauptaufgabe war zuerst nur die Versorgung der Straßenbeleuchtungsanlagen mit Gas, später auch die Abgabe an Wohnhäuser und gewerbliche Räume zu Beleuchtungszwecken.
Mit Gründung der „Städtischen Wasserwerke“ im Jahr 1870 war auch die Wasserversorgung der Kieler gesichert. Das erste Kieler Wasserwerk an der Alten Lübecker Chaussee wurde von 1880 bis 1896 betrieben. Ab 1889 wurde die Wasserversorgung durch das Wasserwerk „Schulensee“ sichergestellt.
Mit der Inbetriebnahme des Gaswerkes in der Ernestinenstraße im Jahr 1900 ging auch die Umbenennung in „Städtische Gas-, Elektrizitäts- und Wasserwerke zu Kiel“ einher. Darüber hinaus erhielten sie ihr eigenes Siegel. Bereits ein Jahr später wurde die städtische Stromversorgung durch das Kraftwerk „Humboldtstraße“ garantiert.
Ihren endgültigen Namen erhielten die Stadtwerke Kiel erst 1937. In diesem Jahr wurde die Kieler Straßenbeleuchtung zu 100 Prozent elektrisch. Die Stadtwerke waren nun ein Eigenbetrieb der Stadt Kiel und der Name der „Städtischen Licht- und Wasserwerke“ passte nicht mehr.
Zu einer Aktiengesellschaft (AG) wurden die Stadtwerke Kiel im Jahr 1965. Dies geschah zunächst durch eine Umgründung des Eigenbetriebes in eine Aktiengesellschaft und Konzernbildung mit der Kieler Verkehrs-AG (KVAG) unter dem Dach des Unternehmensverbundes VVK (Versorgung und Verkehr Kiel). Im Juli 2000 kaufte TXU Europe 51 % des deutschen Energieunternehmens Stadtwerke Kiel für 215 Millionen US-Dollar vom Parlament der Landeshauptstadt Kiel. Seit 2004 hält die MVV Energie AG aus Mannheim mit 51 % die Mehrheitsanteile an den Kieler Stadtwerken.

## Kraftwerke
Die Stadtwerke Kiel betrieben bis April 2019 gemeinschaftlich mit Uniper ein Steinkohlekraftwerk (Gemeinschaftskraftwerk Kiel) mit einer Leistung von 354 Megawattel. Anfang April 2019 wurde das Kohlekraftwerk abgeschaltet und durch ein neues Gasmotorenheizkraftwerk auf dem Kieler Ostufer ersetzt, mit dessen Bau 2016 begonnen wurde. Das neue Kraftwerk heißt Küstenkraftwerk.
Weitere Anlagen sind das Heizkraftwerk Humboldtstraße mit 21 MWel / 140 MWth, die Spitzenlast-Heizwerke in Wik, Mettenhof und Dietrichsdorf, sowie die Wasserkraftwerke Raisdorf 1+2 mit rund 2 Megawattel. Das Müllheizkraftwerk Kiel am Theodor-Heuss-Ring gehört seit 1998 nicht mehr zu den Stadtwerken, speist aber etwa 5,8 MWel / 30 MWth in das Netz der Stadtwerke ein.

## Wasserwerke
Die Stadtwerke Kiel versorgen rund 330.000 Einwohner mit Trinkwasser. Das Trinkwasserversorgungsgebiet umfasst eine Fläche von etwa 245 km2 und die Rohrnetzlänge beträgt rund 1.800 km. Die SWK betreiben vier Wasserwerke: Das „Wasserwerk Pries“ mit einer Abgabemenge von rund 6.000 m3/Tag, das „Wasserwerk Wik“ mit einer Abgabemenge von etwa 1.200 m3/Tag, das „Wasserwerk Schulensee“ mit einer Abgabemenge von rund 30.000 m3/Tag und das „Wasserwerk Schwentinental“ mit einer Abgabemenge von ca. 13.000 m3/Tag. Das mehrere 1000 Jahre alte Wasser stammt aus dem Hauptgrundwasserleiter Kiel-Bramstedt-Trog und wird über Tiefbrunnen aus bis zu 240 m Tiefe gefördert.

## Unternehmensprofil
Der privatwirtschaftliche Konzern Stadtwerke Kiel umfasst folgende Gesellschaften:
- SWKiel Netz GmbH (100 %)
- SWKiel Speicher GmbH (100 %)
- Dabit Grundstückverwaltungsgesellschaft mbH & Co. Vermietungs KG (94 %)
- Gemeinschaftskraftwerk Kiel GmbH (50 %)
- Energiesysteme Nord GmbH (25 %)
- Soluvia Energy Services GmbH (24,5 %)
- Soluvia IT-Services GmbH (24,5 %)
- MVV Insurance Services GmbH (14 %)

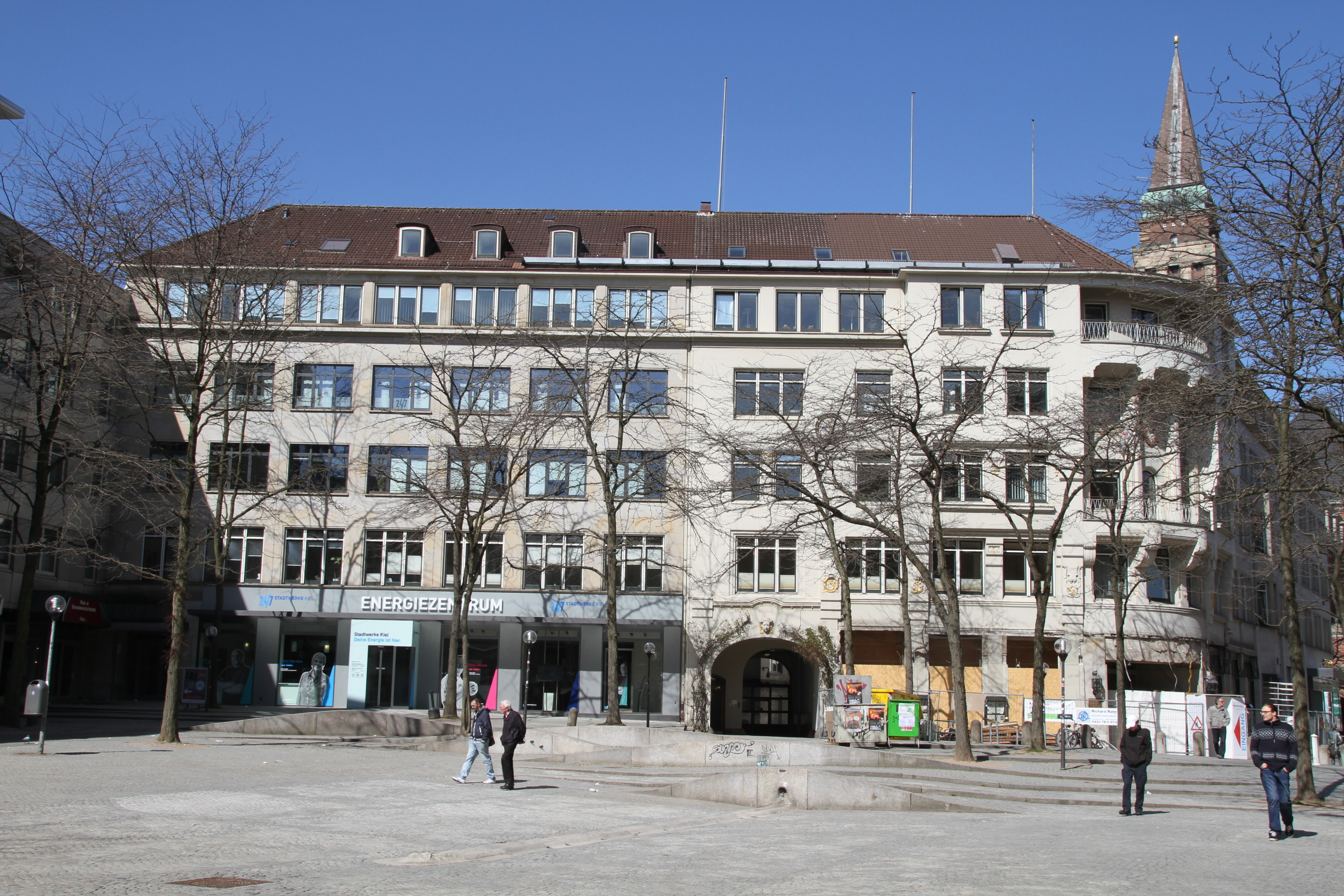
Energiezentrum der Stadtwerke Kiel am Asmus-Bremer-Platz in Kiel

## Regionales Engagement
Die Stadtwerke Kiel fördern verschiedene Projekte in der Region in den Bereichen Sport, Bildung und Wissenschaft sowie ökologische Maßnahmen. Unter anderem mit dem Segelprojekt „Camp 24/7“ oder dem „Stadtwerke Kiel Eisfestival“. Darüber hinaus verleihen die SWK jährlich den „Stadtwerke Kiel Umweltpreis“ an Umweltprojekte aus der Region. Seit November 2018 unterstützen sie auch die Musikstiftung „Yehudi Menuhin Live Music Now“ mit der kostenlose Konzerte in sozialen Einrichtungen gefördert werden.

## Kurs Klimaneutralität: Spätestens 2040 Strom und Fernwärme klimaneutral
Die Stadtwerke Kiel planen, Strom und Fernwärme spätestens im Jahr 2040 vollständig klimaneutral zu erzeugen. Grundlage hierfür bilden unter anderem der Bau von Großwärmepumpen sowie der Umbau der Gasmotoren auf den Betrieb mit Wasserstoff. Somit würde der Energieversorger die Vorgaben der Bundesregierung, die eine klimaneutrale Erzeugung im Jahr 2045 vorsieht, um fünf Jahre vorziehen. Hierfür entwickelte der Energieversorger ein umfassendes 8-Punkte-Programm. Der erste Punkt ist mit der Stilllegung des Kohlekraftwerks und der Inbetriebnahme des Küstenkraftwerks bereits abgeschlossen ist. Mit der Integration der Wärmeproduktion aus der Klärschlammverbrennung der Müllverbrennung Kiel folgt im Jahr 2024 Punkt zwei. Für 2026 ist die Inbetriebnahme der ersten Großwärmepumpe, inklusive eines zweiten Wärmespeichers, geplant. Ab 2029, eventuell auch schon früher, will der Energieversorger, gemeinsam mit INNIO, den ersten Großmotor für den Wasserstoffbetrieb umrüsten. 2031 folgt die zweite Großwärmepumpe. In diesem Zusammenhang ist die Errichtung eines weiteren, dann dritten Wärmespeichers geplant.
Ab 2033 soll dann das Küstenkraftwerk zu einem Viertel mit Wasserstoff betrieben werden. Im Jahr 2036 sehen die Kieler Stadtwerke in ihrem 8-Punkte-Programm den Ersatz ihrer Heizwerke und Heizkraftwerke durch die Errichtung von Elektrodenkessel vor. Wie in einem herkömmlichen Durchlauferhitzer wird im Elektrodenkessel Wasser mithilfe von Strom erhitzt, der durch den massiven Ausbau der erneuerbaren Energien dann – auch in Form von regenerativem Überschussstrom zur Verfügung stünde.
Abschließend soll ab dem Jahr 2040 das Küstenkraftwerk komplett mit dem Einsatz von 100 Prozent Wasserstoff die Strom- und Fernwärmeproduktion übernehmen.

## SW Kiel Netz

### Strukturdaten

#### Erdgasnetz
Die Summe der verschiedenen Druckleitungen, die von den SW Kiel Netz betrieben werden, beträgt rund 1.900 km. Davon sind 1.200 km Mitteldruckleitungen und 700 km Hochdruckleitungen. Keine 60 km sind Niederdruckleitungen. Es gibt dabei insgesamt rund 44.000 Ausspeisepunkte.
5.000 GWh Jahresarbeit wurden von Weiterverteilern und Endverbrauchern abgenommen. Die Höchstlast von 2,3 GW wurde am 3. Februar 2021 abgefordert.

#### Stromnetz
Die Summe der von den SW Kiel Netz betriebenen verschiedenen Spannungsleitungen beträgt rund 3.500 km. Davon sind 1.200 km Mittel- und 2.200 km Niederspannungsleitungen. Es gibt weniger als 20 km Freileitungen.
1,35 GWh Jahresarbeitsleistung wurden an den 190.000 Ausspeisepunkten abgenommen, darunter gibt es nur knapp 700 Ausspeisepunkte für Mittelspannungen und Hochspannungen.

## Fernwärmenetz
Länge 378 km, Größe des direkt versorgten Gebietes 178 km.

## Siehe dazu noch
- Fernwärmetunnel Kiel
- Liste von Stadt- und Gemeindewerken

## Trinkwassernetz
Absatzmenge	17,1 Mio. m³;
Versorgungsleitungen 926 km,
Transportleitungen 111 km,
Hausanschlussleitungen 737 km,
Netzlänge gesamt 1.774 km;
Hausanschlüsse	51.964,
Zähler	88.536,
Wasserwerke	4,
Brunnen	36;
Größe des direkt versorgten Netzgebietes 235 km².